# Pholidoptera littoralis
Pholidoptera littoralis is een rechtvleugelig insect uit de familie sabelsprinkhanen (Tettigoniidae). De wetenschappelijke naam van deze soort is voor het eerst geldig gepubliceerd in 1853 door Fieber.